# 山西省工商业联合会
37°52′44″N 112°33′36″E / 37.87881°N 112.56005°E
山西省工商业联合会，简称山西省工商联，同时称山西省总商会，是中国共产党领导的、山西省工商界组成的统战性、经济性、民间性的人民团体和商会组织。